# داودی سپاهی دادگر
داودی سپاهی دادگر، روستایی از توابع بخش مرکزی شهرستان گنبد کاووس در استان گلستان ایران است.

## جمعیت
این روستا در دهستان باغلی ماراما قرار دارد و براساس سرشماری مرکز آمار ایران در سال ۱۳۸۵، جمعیت آن ۳۰۰ نفر (۷۰خانوار) بوده‌است.